# Milford (Ohio)
Milford is een plaats (city) in de Amerikaanse staat Ohio, en valt bestuurlijk gezien onder Clermont County en Hamilton County.

## Demografie
Bij de volkstelling in 2000 werd het aantal inwoners vastgesteld op 6284.
In 2006 is het aantal inwoners door het United States Census Bureau geschat op 6317, een stijging van 33 (0.5%).

## Geografie
Volgens het United States Census Bureau beslaat de plaats een oppervlakte van
9,9 km², waarvan 9,7 km² land en 0,2 km² water.

## Plaatsen in de nabije omgeving
De onderstaande figuur toont nabijgelegen plaatsen in een straal van 8 km rond Milford.